# William Giauque
William Francis Giauque (/dʒiˈoʊk/; 1895-1982) là nhà hóa học người Mỹ. Ông là nhà hóa học được trao Giải Nobel Hóa học năm 1949, giải thưởng danh giá về lĩnh vực hóa học, cho những đóng góp về nhiệt động hóa học và những nghiên cứu về tính chất các chất ở nhiệt độ thấp.